# Metropolitanos Fútbol Club
Maillots
Dernière mise à jour : 11 avril 2025.
Le Metropolitanos de Caracas Fútbol Club, plus couramment abrégé en Metropolitanos Fútbol Club, est un club de football vénézuélien fondé en 2012 et basé à Caracas, la capitale du pays.

## Histoire
Le club est fondé le 3 août 2012, il prend la place du Lara FC en deuxième division. Pour sa première saison en 2012 le club termine à la troisième place de son groupe. En 2013, le club termine premier de son groupe et à la deuxième place dans le tournoi pour la promotion en première division. Il est ainsi promu en Championnat du Venezuela pour la saison 2014-2015.
Lors de sa première saison en première division, Metropolitanos termine en milieu de tableau. La même année en 2015, est organisé un tournoi de transition, pour préparer un changement de format. Lors de ce tournoi le club termine à l'avant dernière place. Metropolitanos sera battu dans les matchs de barrage par le Deportivo JBL del Zulia (score cumulé 2-5) et sera donc relégué en deuxième division.
En 2016, le club devient champion de deuxième division et remonte directement en première division.
Pour son retour en première division, Metropolitanos termine à la 15e place, puis la saison suivante en 2018 à la 17e place, le club sera sauvé car la fédération ne relègue aucun club lors de cette saison pour porter le championnat suivant à 20 équipes.
En 2019, le club termine à la septième place du classement cumulé, en 2020 il crée la surprise en se qualifiant pour la Copa Sudamericana 2021.
En 2022, le club remporte son premier titre de champion du Venezuela.

## Stade
Le Metropolitanos Fútbol Club partage le stade Estadio Olímpico avec le Caracas FC, le Deportivo La Guaira et l'Universidad Central de Venezuela.

## Palmarès
| Compétitions nationales |
| --- |
| - Championnat du Venezuela (1) : - Champion : 2022. - Championnat du Venezuela de deuxième division (1) : - Champion : 2016. - Coupe du Venezuela : - Finaliste : 2024 |